# Autodromo di Pergusa
Autodromo di Pergusa är racerbana i Pergusa runt sjön Lago di Pergusa på Sicilien i Italien. Banan har använts för både motorcykelsport och racing. 

## Historik
Under 1960-talet och 1970-talet kördes här ett antal olika sportvagnstävlingar. 
Medelhavets Grand Prix, som var en grand prix-tävling utanför formel 1-VM, kördes säsongerna 1962-1965. 
Pergusabanan har även anordnat ett formel 2-lopp. I Roadracing-VM 1989 kördes ett superbikelopp här. Under 1990-talet rustades banan upp för Sportvagns-VM, FIA GT Championship och Formel 3000. 

## Formel 2-vinnare
- 1981 -  Thierry Boutsen

## Formel 3000-vinnare
- 1998 -  Juan Pablo Montoya
- 1996 -  Marc Goossens
- 1994 -  Gil de Ferran
- 1989 -  Andrea Chiesa

## Grand prix-vinnare
| Säsong | Förare          | Tillverkare    |
| ------ | --------------- | -------------- |
| 1965   | Jo Siffert      | Brabham-Climax |
| 1964   | Jo Siffert      | Brabham-BRM    |
| 1963   | John Surtees    | Ferrari        |
| 1962   | Lorenzo Bandini | Ferrari        |